# Міч Гейлорд
Міч Гейлорд  (англ. Mitch Gaylord, 10 березня 1961) — американський гімнаст, олімпійський чемпіон.

## Виступи на Олімпіадах
| Олімпіада         | Дисципліна       | Місце              |
| ----------------- | ---------------- | ------------------ |
| Лос-Анджелес 1984 | абсолютний залік | 5                  |
| Лос-Анджелес 1984 | командний залік  | 1                  |
| Лос-Анджелес 1984 | вільні вправи    | 16T (кваліфікація) |
| Лос-Анджелес 1984 | опорний стрибок  | 2T                 |
| Лос-Анджелес 1984 | паралельні бруси | 3                  |
| Лос-Анджелес 1984 | перекладина      | 37T (кваліфікація) |
| Лос-Анджелес 1984 | кільця           | 3                  |
| Лос-Анджелес 1984 | кінь             | 4 (кваліфікація)   |